# Dragon Wars
Dragon Wars (D-War) è un film del 2007 diretto da Hyung-Rae Shim; è stato distribuito in Italia direttamente come DVD a partire dal 18 marzo 2008. È un fantasy dove draghi e altri mostri invadono una moderna metropoli.

## Trama
La storia, che ha inizio nell'antica Corea, narra della decisione del paradiso di premiare un imoogi, un immenso serpente, per la sua bontà, e trasformarlo in un drago; per ottenere la trasformazione l'imoogi deve mangiare una determinata fanciulla, al compimento dei suoi venti anni. Un altro imoogi, malvagio, chiamato Buraki, è però allettato dalla possibilità di diventare un drago e tenta così di mangiare la ragazza, che però si suicida insieme col suo protettore.
Nella Los Angeles contemporanea nasce la reincarnazione della mitica fanciulla, affinché l'imoogi buono possa finalmente trasformarsi in un drago. Ma anche Buraki è a conoscenza del fatto e, per catturare la fanciulla, sarà disposto anche a scatenare la sua armata contro Los Angeles, provocando immensi danni alla metropoli.

## Produzione
Originariamente intitolato Dragon Wars (e ancora indicato con questo nome nei materiali pubblicitari), D-War ha avuto una lunga storia di produzione in Corea del Sud. Il film fu annunciato nel 2001 dal regista Shim Hyung-rae come progetto successivo al Yonggary del 1999. Il budget iniziale fu fissato a 30 miliardi di won (circa 35 milioni di dollari), ma, per realizzare le diverse creature del film, i costi superarono le previsioni, con stime esterne che arrivavano fino a 75 milioni di dollari. Il rilascio in DVD ha confermato che il costo effettivo fu di 99 milioni di dollari.
Come per Yonggary, Shim optò per un cast prevalentemente americano: l'attore veterano Robert Forster ottenne un ruolo fondamentale, mentre Jason Behr e Amanda Brooks furono scelti come i due giovani protagonisti.
I tre anni successivi furono dedicati alla realizzazione degli effetti speciali per le creature, tutti eseguiti internamente dalla compagnia Younggu-Art Movies di Shim. Il film completato fece il suo debutto all'inizio del 2007 e fu distribuito in Corea del Sud il 1° agosto. Negli Stati Uniti, la distribuzione avvenne il 14 settembre tramite Freestyle Releasing.
Il 7 agosto, il programma televisivo Morning Live della Munhwa Broadcasting Corporation (MBC) in Corea del Sud trasmise in TV la scena finale del film senza il permesso dello studio, generando una controversia. Alcuni giorni dopo, il Ministero della Cultura e del Turismo rilasciò una dichiarazione in cui si affermava che l'incidente non violava le leggi sul diritto d'autore della Corea del Sud.

## Accoglienza

### Incassi
D-War ha stabilito un record incassando 20,3 milioni di dollari statunitensi in Corea del Sud nei primi cinque giorni dalla sua uscita. Al 1° settembre, il film aveva incassato 44 milioni di dollari in Corea e ulteriori 10 milioni in altri paesi, totalizzando un incasso mondiale di 54 milioni di dollari al 16 settembre. In Nord America, il film ha incassato 5 milioni di dollari su 2.275 schermi nel weekend di apertura, raggiungendo 10.977.721 dollari al 25 novembre.
Successivamente, D-War è stato distribuito nelle sale in Malesia e in Cina, ottenendo reazioni critiche moderate in entrambi i paesi. La Cina è stata l'unica a eguagliare il record di incassi della Corea del Sud, registrando 3.000.000 di ammissioni e una première che ha visto la partecipazione del pop idol Libing Chen. Il film, invece, ha incassato meno di 850.000 dollari in Giappone.

### Risposta critica
D-War ha ricevuto per lo più recensioni negative al momento del suo debutto negli Stati Uniti. Al giugno 2020, il film detiene un punteggio di approvazione del 30% su Rotten Tomatoes, basato su 37 recensioni con una valutazione media di 3.96/10. Il consenso degli critici sul sito recita: "Gli effetti speciali di Dragon Wars non riescono a compensare una sceneggiatura confusa e una recitazione poco convincente." Su Metacritic, D-War ha ottenuto un punteggio di 33 su 100, basato su nove recensioni, a indicare "recensioni generalmente sfavorevoli."